# Храм

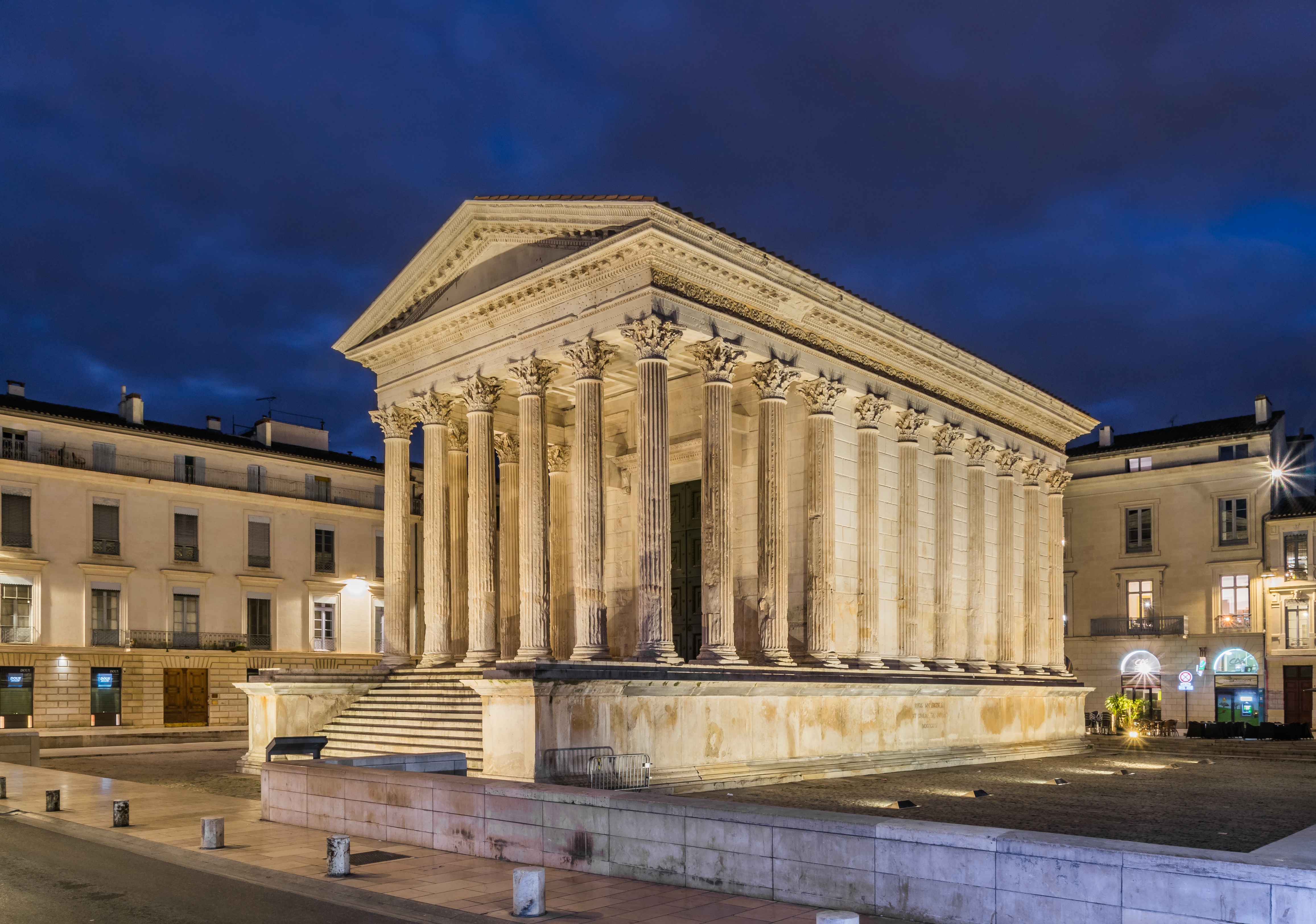
Мезон Карре из Нима (Франция), один из наиболее хорошо сохранившихся римских храмов

Храм (от праслав. *chormъ > ст.‑слав. храмъ; ед. ч. рус. хоро́м ранее — «крыша, навес», позднее — «дом, жилое помещение», мн. ч. хоро́мы) — культовое сооружение, предназначенное для совершения богослужений и религиозных обрядов. Значение храмов часто гораздо шире обрядовых функций, ими выполняемых, и религиозных идей, которые они воплощают. В символике архитектуры и декоративного убранства храмов раскрываются представления о мироздании, во многие эпохи (особенно в Средние века в Европе) храмы были местом общественных собраний, торжественных церемоний, имели мемориальный характер, обладали правом убежища.

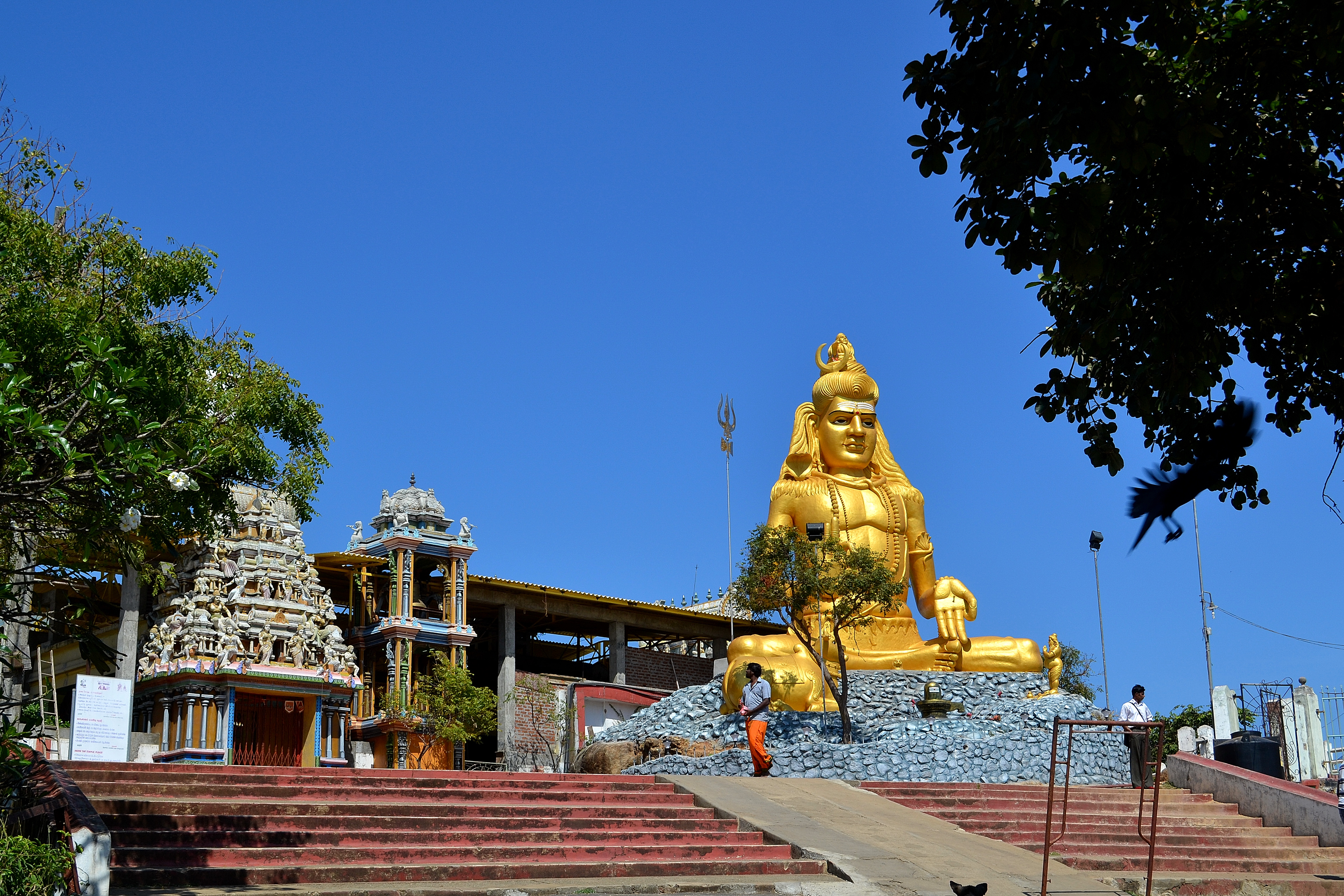
Храм Шивы VI века в Тринкомали, Шри-Ланка

## Индуистский храм
Индуистский храм может представлять собой отдельное здание или часть какого-то здания. Основной отличительной чертой индуистского храма является присутствие мурти, которому или которым и посвящён храм. Во время обряда освящения храма, Бога в одной из Его форм или деву приглашают «воплотиться» в каменное, металлическое или деревянное мурти и начать принимать поклонение. Храм обычно посвящается мурти одной из форм Бога или одному из девов. Это мурти выступает как главное божество, наряду с которым устанавливаются «второстепенные» мурти других форм Бога или девов. Однако также существует много храмов, в которых сразу несколько мурти играют роль главных божеств.

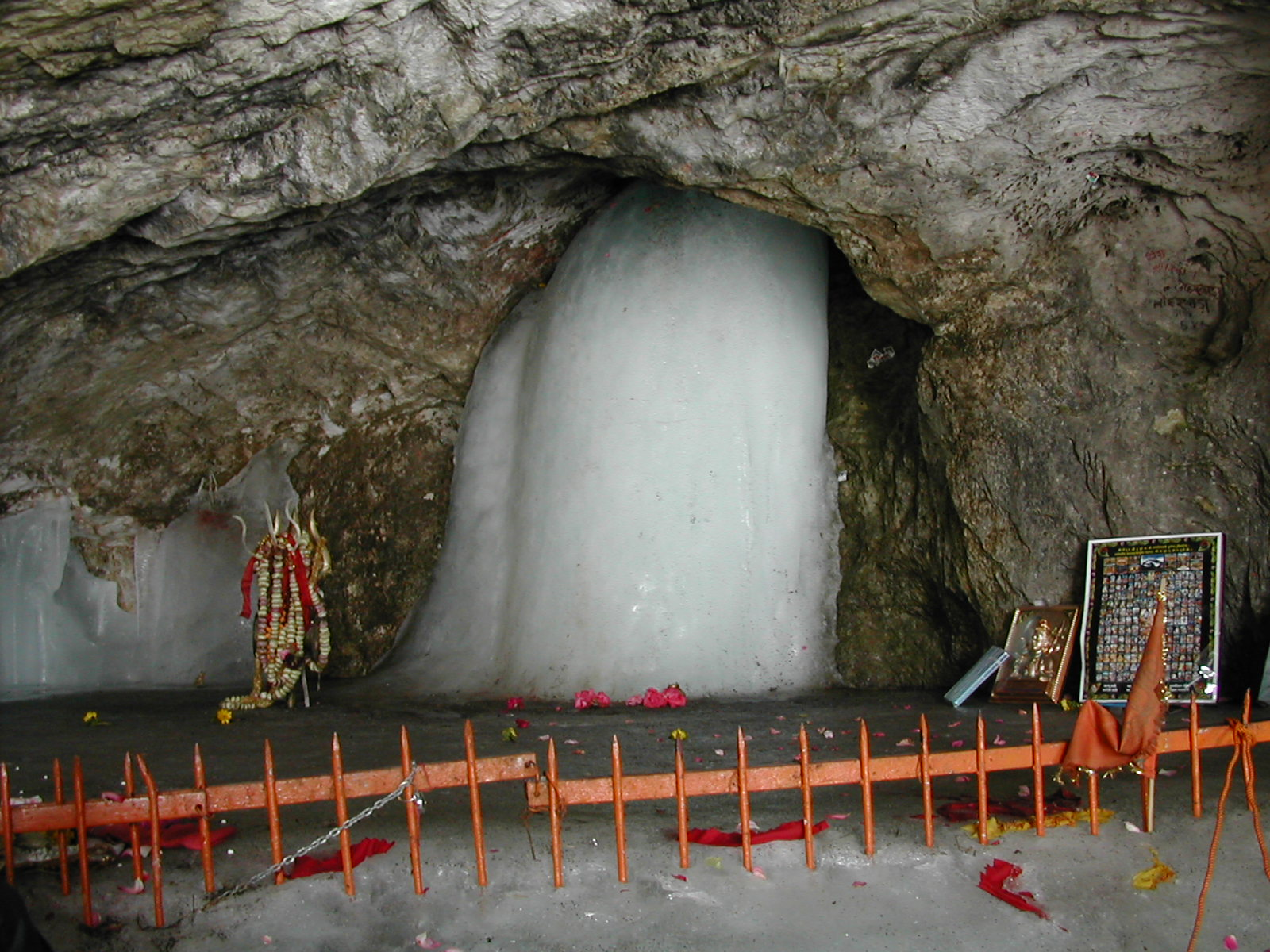
Амарнатх

## Буддистский храм
Буддийские храмы включают структуры, которые в разных регионах и на разных языках называются ступой, ватом и пагодой. Буддийский храм может содержать зал для медитации, в котором находится Буддарупа или образ Будды, как объект концентрации и почитания во время медитации. Куполообразные конструкции ступ также используются в ритуале обхода под названием парикрама. Храмы в буддизме представляют чистую землю или чистую среду Будды. Традиционные буддийские храмы призваны вдохновлять внутренний и внешний мир.

## Сикхский храм
Сикхский храм называют гурдварой (букв. «Врата Гуру»). Его наиболее важным элементом является наличие Гуру Грантх Сахиб. У гурдвары есть вход со всех сторон, что означает, что они открыты для всех без какого-либо различия. В гурдваре есть Дарбар Сахиб, где виден Гуру Грантх Сахиб, и лангар, где люди могут есть бесплатную еду. В гурдваре также может быть библиотека, детская и классная комната. Гурдвара может быть определён на расстоянии высокими флагштоками с флагом сикхов Нишан Сахиб.

## Храмы Древнего Египта

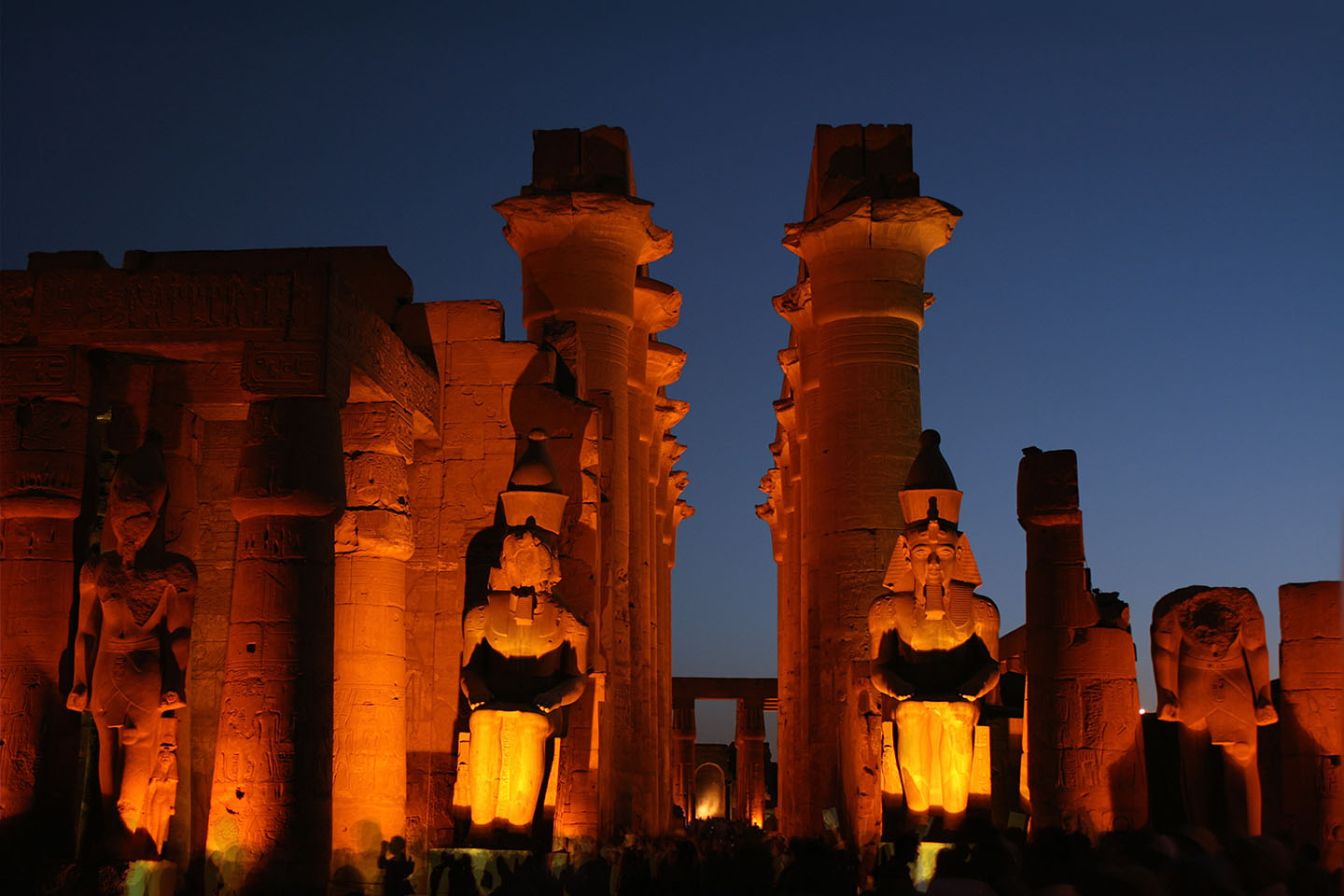
Луксорский храм, Египет

Обычно храмы рассматривались как дома для богов или царей, которым они были посвящены. В них египтяне проводили всевозможные религиозные ритуалы, совершали подношения богам, воспроизводя сцены из мифологии через различные праздники, и выполняли действия направленные на отведение сил хаоса. Все эти ритуалы считались необходимыми для богов, для поддержания Маат — божественного порядка вселенной. Обеспечение жильём и забота о богах входили в обязанности фараона, собиравшего большие ресурсы для строительства и обслуживания храмов. В случае необходимости, фараон передавал большинство своих ритуальных обязанностей жрецам. Простые египтяне не могли принимать участия в ритуальных церемониях и им было запрещено входить в самые священные места храма. Тем не менее, храм был важным религиозным местом для всех классов египтян, приходивших туда чтобы помолиться, совершали подношения и пытались получить пророческие указания от бога обитавшего там.
Одним из наиболее важных мест храма было святилище, где обычно находились культовые изображения и статуи богов. Помещения расположенные снаружи храма с течением времени росли и всё более усложнялись, поэтому храм превратился из небольшого святилища в конце Додинастического периода в гигантский храмовый комплекс в Новом царстве (ок. 1550—1070 годы до н. э.). Эти сооружения являются примером крупнейших и наиболее устойчивых сооружений древнеегипетской архитектуры. Каждый элемент и деталь храма выполнены в соответствии с религиозной символикой египтян. Конструкция храма включала в себя ряд закрытых залов и открытых площадок. У входа располагались массивные пилоны, которые были выравнены вдоль пути, по которому проходили праздничные процессии. За стенами храма располагались ограждения и ряд дополнительных строений.

## Храмы Древней Греции и Рима

Карта святилищ Древней Греции

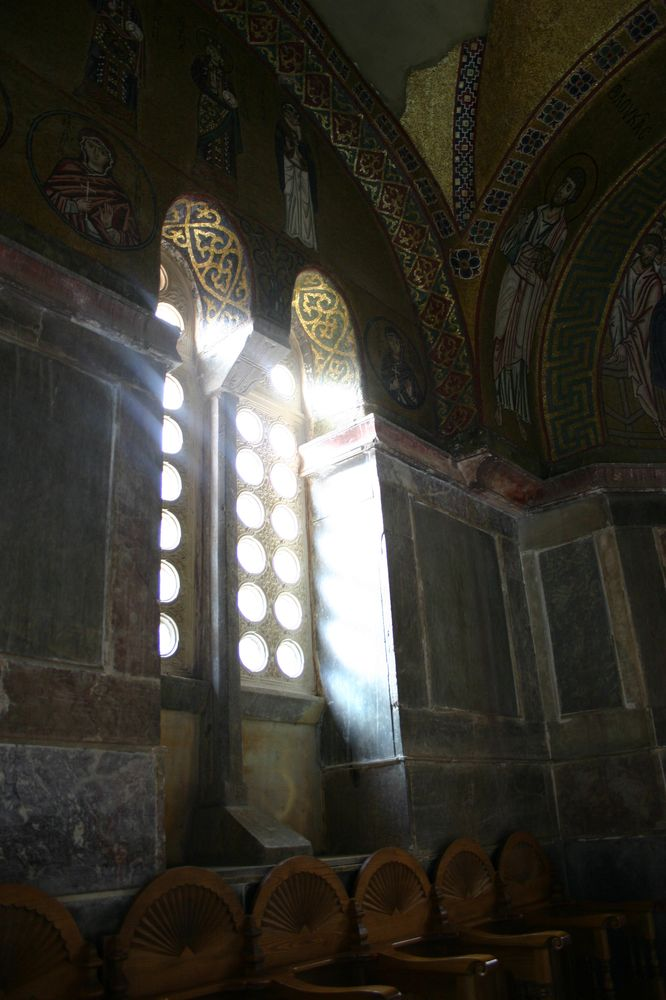
Византийская церковь X века в монастыре Осиос-Лукас (Греция)

Основные статьи: Храмы Древней Греции, Древнего Рима

## Христианство
В православии храмом называется только то сооружение, в котором есть алтарь и совершается евхаристия, в отличие от часовни. Это связано с тем, что евхаристия понимается как реальное участие в единократном жертвоприношении, совершённом Иисусом Христом. Такой же статус имеют церковные здания у католиков, хотя в западноевропейских языках они, как правило, называются согласно рангу — капелла, церковь, собор. Однако несмотря на приспособленность храмовых зданий для совершения Евхаристии, она при наличии антиминса у православных, алтарного камня у католиков (а после Второго Ватиканского собора - даже без него) может быть отслужена на любом месте. Поэтому статус христианских храмов не тождествен понятию храмов (сакральных мест) в неавраамических религиях. Непосредственно к храмам иногда примыкают причтовые дома.
У большинства протестантов, не считающих евхаристию таинством, церковные здания трактуются лишь как место собрания и общих молитв, но не священнодействий (подобно православной часовне). Некоторые позднепротестантские конфессии предпочитают собираться и проводить богослужения не в храмах, часовнях или молитвенных домах, а в арендованных залах, различных помещениях, по домам, объясняя это тем, что книга Деяний апостолов именно так изображает жизнь ранних христиан.

## Другие авраамические религии
В других авраамических религиях на данный момент храмы отсутствуют. Так, в иудаизме может быть только один Иерусалимский Храм, не сохранившийся до настоящего времени, а ислам не предусматривает храмов как таковых. Основные религиозные сооружения в этих религиях — синагога в иудаизме и мечеть в исламе — являются не храмами, а местами для совместных молитв. По культовым функциям они схожи с протестантскими домами молитвы.
Одним из редких исключений из этого правила является парахристианское учение мормонов, где есть храмы для специальных священнодействий, совершаемых только там (как в неавраамических религиях и храмовом иудаизме). Функционально (и архитектурно) такие храмы полностью отличаются от обычных молитвенных домов («часовен», «табернаклей»).